# Mūlīd
Mūlīd (persiska: Mowlīd, مولید) är en ort i Iran.   Den ligger i provinsen Khorasan, i den östra delen av landet, 800 km öster om huvudstaden Teheran. Mūlīd ligger 1 928 meter över havet och antalet invånare är 135.
Terrängen runt Mūlīd är huvudsakligen kuperad, men den allra närmaste omgivningen är platt.Runt Mūlīd är det glesbefolkat, med 12 invånare per kvadratkilometer. Närmaste större samhälle är Mozdāb, 6,3 km norr om Mūlīd. Omgivningarna runt Mūlīd är i huvudsak ett öppet busklandskap.